# Републикански път III-7302
Републикански път IIІ-7302 е третокласен път, част от Републиканската пътна мрежа на България, преминаващ изцяло по територията на Шуменска област. Дължината му е 25,2 km.
Пътят се отклонява надясно при 22,8 km на Републикански път II-73 югоизточно от град Смядово, минава през центъра на града и се насочва на северозапад през Смядовското поле. Преминава през селата Златар и Драгоево и в източната част на град Велики Преслав се свързва с Републикански път I-7 при неговия 138,9 km.
| Пътища, отклоняващи се надясно (населено място, № на пътя, посока на пътя) | km   | Пътища, отклоняващи се наляво (посока на пътя, № на пътя, населено място) |
| -------------------------------------------------------------------------- | ---- | ------------------------------------------------------------------------- |
| Община Смядово, II-73, 22,8 km →                                           | 0,0  | → 22,8 km, II-73, Община Смядово                                          |
| гр. Смядово                                                                | 2,5  | гр. Смядово                                                               |
| Община Велики Преслав                                                      | 6,7  | Община Велики Преслав                                                     |
| (за с. Суха река) общински път, с. Златар ←                                | 10,4 | с. Златар                                                                 |
| (за с. Мокреш) общински път, с. Драгоево ←                                 | 17,4 | с. Драгоево                                                               |
| (за с. Миланово) общински път ←                                            | 18,4 |                                                                           |
| (от ГКПП Силистра – Калараш) I-7, 138,5 km, гр. Велики Преслав →           | 25,2 | → гр. Велики Преслав, 138,5 km, I-7 (до ГКПП Лесово - Хамзабейли)         |